# Паёво (Мордовия)
Паёво (мокш. Пой веле) — село, центр сельской администрации в Кадошкинском районе Мордовии.

## География
Расположено на р. Иссе, в 26 км от районного центра и 5 км от рзд. 558 км.

## История
Название-характеристика: от м. пою «осина» и веле «село, деревня», то есть поселение у осинового урочища. Первое упоминание о селе содержится в актовом документе 1603 г. В «Списке населённых мест Пензенской губернии» (1864) Паёво — село казённое из 101 двора (701 чел.) Инсарского уезда. По данным 1913 г., Паёво — село из 210 дворов (1426 чел.) Ямщинской волости; имелись церковь, церковно-приходская школа, хлебозапасный магазин, пожарная машина, шерсточесалка, 5 ветряных мельниц, 3 маслобойки и просодранки, 7 лавок, трактир. Согласно «Списку населённых пунктов Средне-Волжского края» (1931), в Паёве было 234 двора (1467 чел.).
В 1918 году был создан Ямщинский волостной Совет, куда вошло Паёво; организована партячейка. В 1931 году был создан колхоз «Виде ки» («Прямая дорога»), позднее «Дружба», специализировавшийся на выращивании лука, зерна и мясо-молочном животноводстве, с 1990 г. — К(Д)Х «Паёвский» и К(Ф)Х «Исса», с 1996 г. — СХПК «Паёвский». В современном Паёве — начальная школа, 1 библиотека, отделение связи, аптека, 2 магазина; памятник воинам, погибшим в годы Великой Отечественной войны; Михаило-Архангельская церковь. Рядом с церковью — могила языковеда и краеведа Н. П. Барсова. В 1990 году в Паёве был открыт литературно-этнографический музей. Недалеко от села — Паёвское городище, 3 поселения бронзового века и железного века, могильник мордвы-мокши 17—18 вв.

## Население
| 2002 | 2010 | 2012 | 2013 | 2014 | 2015 | 2016 |
| ---- | ---- | ---- | ---- | ---- | ---- | ---- |
| 668  | ↘435 | ↘404 | ↘392 | ↘370 | ↘359 | ↘342 |
| 2017 | 2018 | 2019 |      |      |      |      |
| ↘331 | ↘315 | ↘298 |      |      |      |      |

Национальный состав
Согласно результатам переписи 2002 года, в национальной структуре населения мордва-мокша составляли 97 %

## Уроженцы
Паёво — родина Героя Советского Союза М. Т. Антясова.